# Ancien cimetière de l'église des Douze-Apôtres

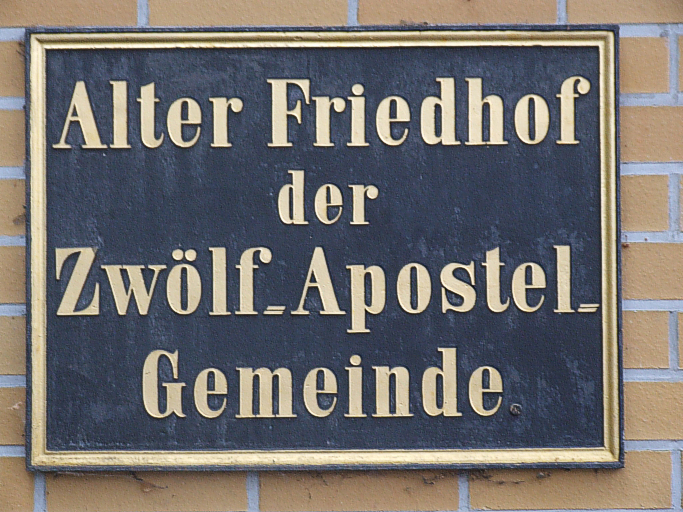
Panneau d'entrée

L'ancien cimetière de l'église des Douze-Apôtres situé au 24-25 Kolonnenstrasse à Berlin-Schöneberg est l'un des cimetières les plus importants de Berlin en termes d'art et de culture.

## Emplacement et conception

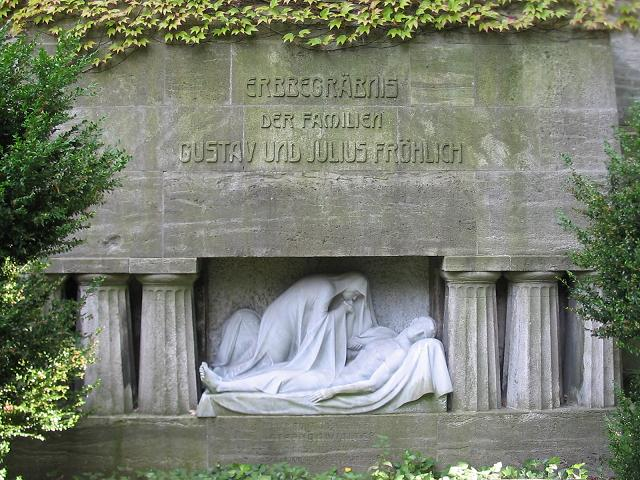
Sépulture héréditaire de la famille Fröhlich, créée par Stephan Walter, qui est également enterré ici

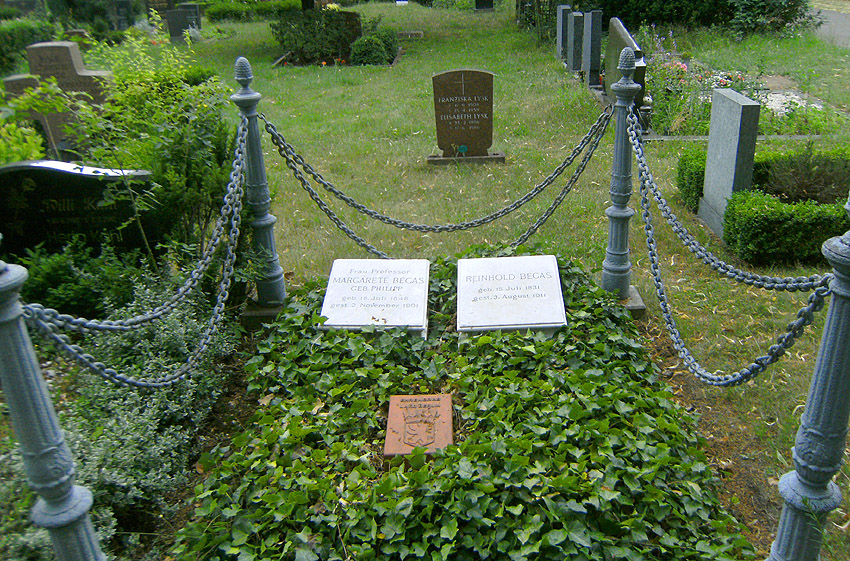
Tombe du sculpteur Reinhold Begas

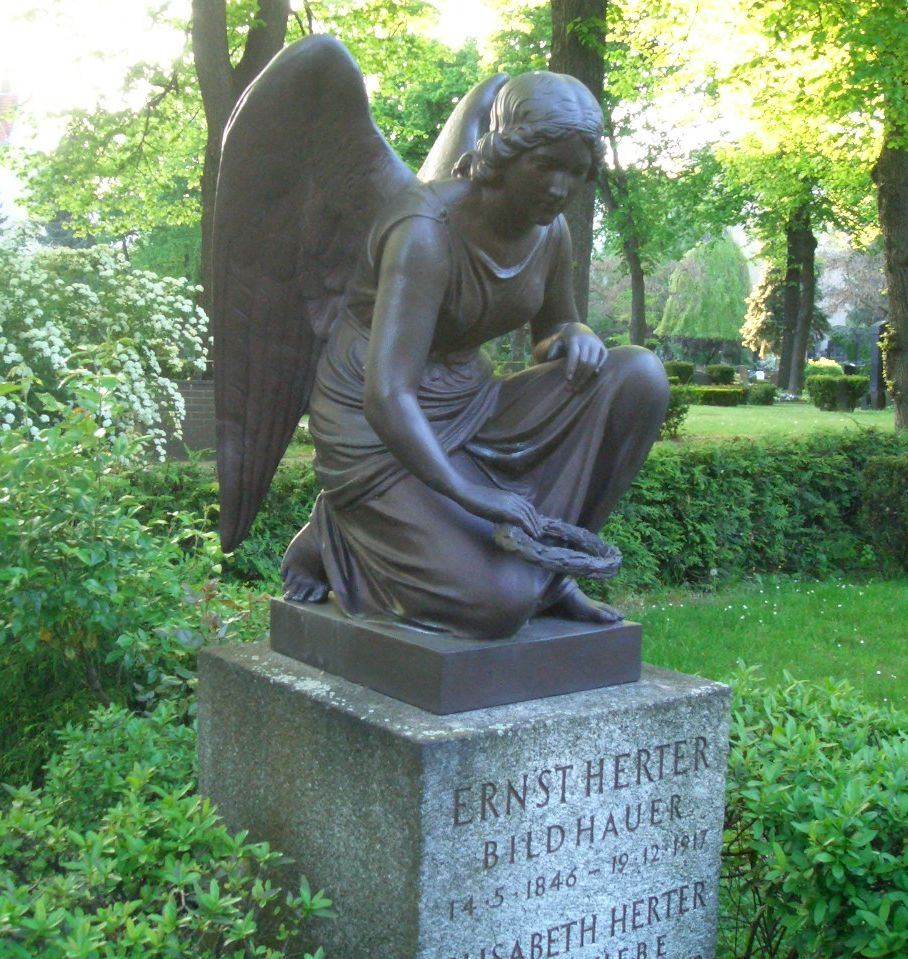
Tombe du sculpteur Ernst Herter

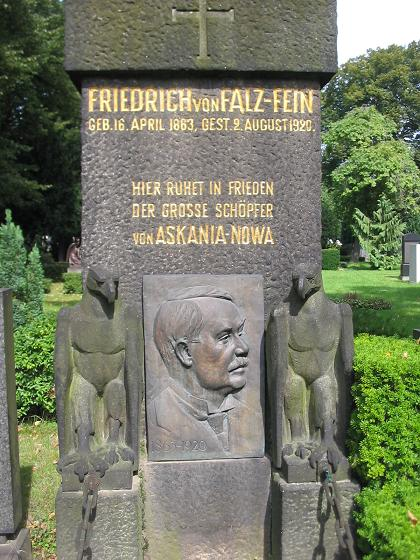
Pierre tombale de Friedrich von Falz-Fein, fondateur de la réserve naturelle Ascania-Nova en Ukraine, qui existe encore aujourd'hui

En tant que premier cimetière de la congrégation des Douze-Apôtres, l'ancien cimetière de l'église des Douze-Apôtres de Berlin (de) est créé à partir de 1864, loin de la zone urbaine habitée à l'époque, sur des terrains appartenant au Trésor militaire. Le terrain principal du cimetière, de forme à peu près rectangulaire, est successivement acquis et mis en service jusqu'en 1879. En 1865/66, la première chapelle de style classique tardif avec ses arcades et la morgue sont construites d'après un projet de l'inspecteur des travaux Gaertner. Ces deux bâtiments n'existent plus aujourd'hui. Dès 1882, le cimetière est pour la première fois entièrement occupé. En 1900, un nouveau bâtiment de cour est construit à l'entrée.
L'aménagement du cimetière des Douze Apôtres remonte à un projet de 1864 du célèbre inspecteur royal des jardins Carl David Bouché. Bouché travaillait depuis 1843 dans le jardin botanique (l'actuel parc Heinrich-von-Kleist) situé à proximité et supervise probablement la réalisation du cimetière. De ce premier aménagement, la structure originale du site ainsi que le réseau principal de chemins avec les allées de tilleuls sont conservés jusqu'à aujourd'hui. Entre-temps, le cimetière est doté de nouveaux aménagements et de nouvelles plantations. À la place de la maison du fossoyeur et de son jardin de devant ainsi que de la chapelle et de la salle des morts détruites en 1944, ce sont les constructions de 1957 et les réaménagements ultérieurs qui marquent aujourd'hui l'aspect du site. L'accès depuis la Kolonnenstraße se fait par le passage d'un immeuble d'habitation moderne.

## Description
Avec ses sépultures patrimoniales représentatives de la fin du XIXe et du début du XXe siècle, alignées le long des murs d'enceinte, le cimetière offre encore un aspect artistique presque fermé selon le modèle italien d'un Campo Santo. Ce degré de conservation unique est rare par rapport à d'autres cimetières berlinois de la même époque.
Ce qui frappe dans les sépultures héréditaires de l'ancien cimetière des Douze-Apôtres, c'est l'abondance de créations artistiques exceptionnelles. Parmi les personnalités exceptionnelles inhumées ici, on peut citer l'écrivain Ernst Wichert, le naturaliste et historien des sciences Ludwig Darmstaedter, les hommes politiques Bernhard von Bülow et Friedrich Naumann, les compositeurs Moritz Jaffé et Robert Radecke (de) et l'historien Johann Gustav Droysen. Le nombre remarquable d'artistes importants du XIXe siècle enterrés dans le cimetière, comme les sculpteurs Reinhold Begas et Ernst Herter, dont les tombes sont ornées de figures en bronze galvanisé, témoigne notamment de sa grande importance parmi les lieux d'enterrement berlinois.
Dans le cadre du travail de la fondation cimetières et cimetières historiques de Berlin-Brandebourg, des mesures d'entretien des monuments sont prises dans le cimetière entre 1996 et 1998 pour la remise en état et la conservation de tombes historiques avec des fonds de la Fondation de la loterie allemande de Berlin. Afin de garantir la protection et la conservation d'autres monuments funéraires importants, des parrainages de tombes sont également proposés dans le cimetière.

## Tombes de personnalités connues
( ±  =  tombe d'honneur )
- Bertha von Arnswaldt (de) (1850–1919), salonnière
- Reinhold Begas ± (1831–1911), sculpteur
- Heinrich Bertram (de) ± (1826-1904), éducateur, homme politique local et citoyen d'honneur
- Wilhelm Böckmann (1832-1902), architecte
- Richard Brademann (de) (1884-1965), architecte
- Ludwig Brunow (de) (1843-1913), sculpteur (discret dans la tombe familiale)
- Bernhard von Bülow (1849-1929), homme politique
- Paul Eduard Crodel (1862-1928), peintre
- Ludwig Darmstaedter (de) ± (1846–1927), chimiste
- Johann Gustav Droysen ± (1808–1884), historien
- Maximilian Duncker (1811-1886), historien et homme politique
- Alexander von Falz-Fein ± (1864–1919), naturaliste et fondateur du zoo
- Friedrich von Falz-Fein (de) ± (1863–1920), grand propriétaire foncier et fondateur du zoo
- Ernst Eduard Fürstenau ± (1826–1913), éducateur et conseiller scolaire de la ville, doyen de la ville
- Rudolph Genée (de) (1824-1914), écrivain, historien du théâtre et récitant
- Carl Graeb (de) ± (1816–1884), peintre de la cour royale, paysagiste et peintre d'architecture
- Wilhelm Heinroth (de) (1842-1925), juge et parlementaire
- Ernst Ludwig Herrfurth (1830-1900), ministre prussien de l'Intérieur
- Ernst Herter (1846-1917), sculpteur
- Friedrich Kiel (1821–1885), compositeur, professeur d'université. transféré en 1917 à Puderbach
- Georg Klauer (de) (1876-1947), président de l'Office des brevets du Reich
- Hermann Knauer (de) (1872-1909), architecte (Neues Schauspielhaus, KaDeWe, Grand Hôtel Esplanade)
- Reinhold Koser ± (1852–1914), historien
- Karl Paul Marcus (de) (1854-1932), serrurier de la cour royale
- Friedrich Naumann ± (1860–1919), théologien et homme politique social
- Robert Radecke (de) ± (1830–1911), compositeur et chef d'orchestre
- Franz Reuleaux ± (1829-1905), ingénieur et professeur
- Walter Julius Viktor Schoeller (de) (1880–1965), chimiste
- Victor Schröder (1862–1885), tombe murale avec relief en bronze de Carl Schuler (de)
- Friedrich Schröder Sonnenstern (1892–1982), peintre et original berlinois
- Heinrich Spiero (de) (1876-1947), écrivain
- Hermann Wilhelm Vogel (1834–1898), photochimiste
- Robert Warthmuller (1859–1895), peintre
- Heinrich Wefing (de) (1854-1920), sculpteur
- Anton von Werner ± (1843–1915), peintre d'histoire
- Ernst Wichert (1831-1902), écrivain